# 清水宗治
清水宗治（日语：／ Shimizu Muneharu，1537年—1582年6月23日、天文六年－天正十年六月四日）， 日本戰國時代至安土桃山時代武將，為備中國高松城城主，通稱長左衛門。曾仕於三村氏，後成為毛利氏家臣。
宗治之父為備中國國人清水宗則，岳父為三村氏有力重臣石川久智；其子有清水宗之、清水景治；兄弟則有清水宗知（月清入道）以及難波宗忠 。

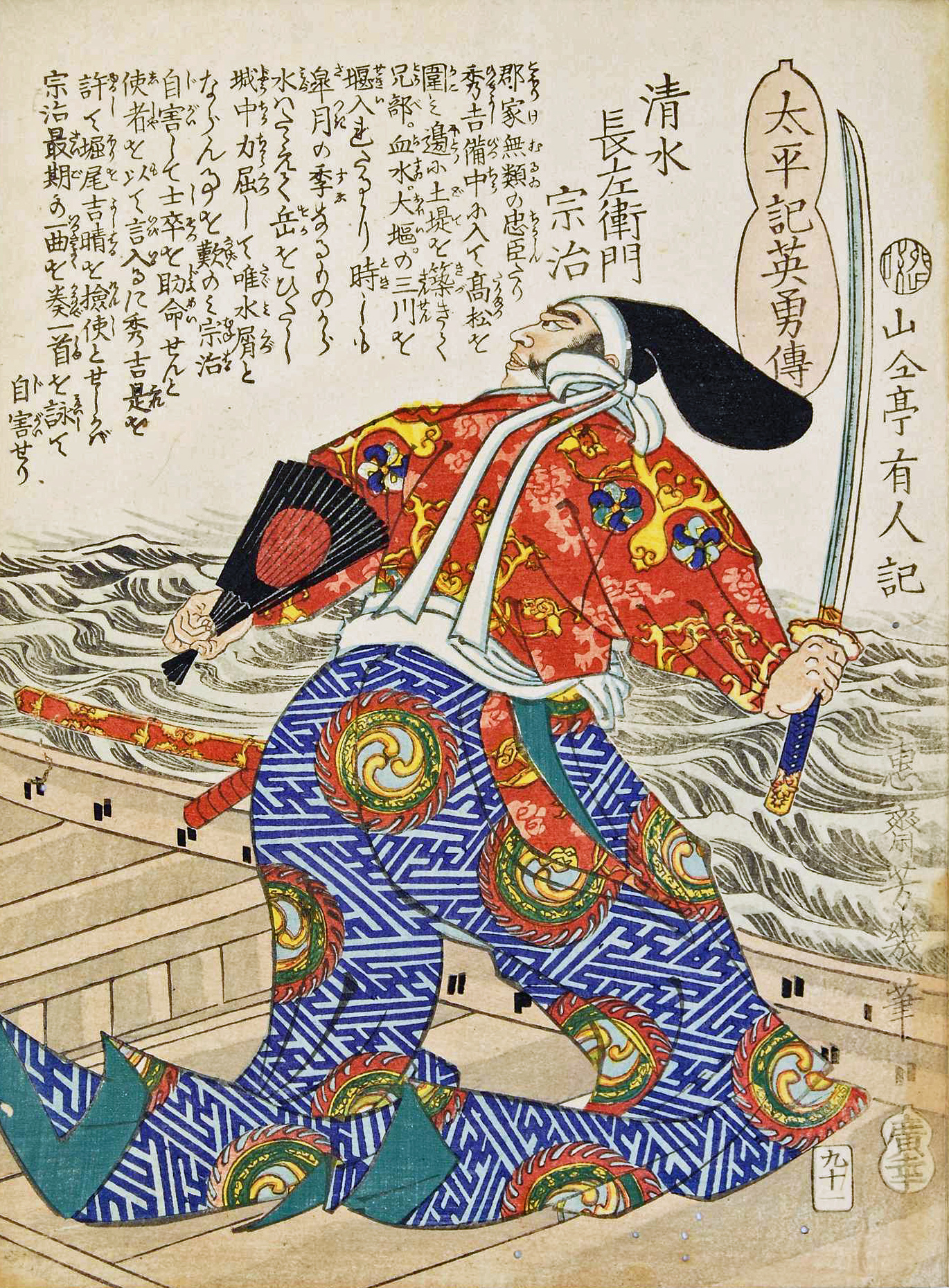
落合芳幾畫

## 生平

### 早年
天文六年（1537年），宗治誕生於備中國賀陽郡清水村（現岡山縣總社市井手），具體出生月份與日期不詳，幼名才太郎。
宗治所處的備中國，原屬細川氏勢力範圍。然而到了戰國時代，隨著守護細川氏勢力衰微，守護代石川氏、國人三村氏及植木氏等諸氏趁機擴大勢力，備中國也由此進入了國人領主割據混戰的局面。其中，又以宗治所仕的三村氏實力最為壯大。
三村氏當主三村家親為拓展勢力，與逐漸取代出雲尼子氏、成為西國霸主的安藝毛利氏接近，並將勢力範圍擴張至西備前與西美作地區。
永祿九年（1566年），家親遭備前浦上氏旗下、後來成為權謀之雄的宇喜多直家暗殺。接替其繼位的三村元親又在次年（1567年）的明禪寺合戰中為直家所擊退，導致三村氏勢力驟衰，宇喜多家的勢力也逐漸滲透到備中。
永祿十一年（1568年），直家更是趁著三村氏率備中軍勢南下參與毛利氏對九州的遠征之際，向備中發動進攻，松山城、猿掛城等地相繼淪陷。為遏止宇喜多勢力擴張，毛利元就遣四男毛利元清率軍反攻，最終也成功幫助三村氏奪回城池。
然而，到了天正二年（1574年），毛利氏卻透過負責山陽地區的元就三男小早川隆景，與直家實質結成同盟，以抗衡織田信長。只是此舉卻激怒了對直家懷有深仇大恨的三村元親，也促使其決定離開毛利陣營，轉而與信長內通。
因元親倒戈而感受到危機的毛利氏年輕當主毛利輝元，遂在同年冬季遣隆景率領8萬大軍進入備中，掀開備中兵亂的序幕。

### 轉投毛利氏
目前較為主流的看法指出，身為三村氏譜代家臣石川氏之女婿、並具有重臣的身分的宗治，即是在備中兵亂期間，倒戈投向毛利氏，為此受到重用，從而獲得高松城城主之位。
不過，另有一種說法主張，宗治於永祿八年（1565年）背叛其岳父石川氏，強行奪取高松城後，直接歸順毛利氏，藉此確立其城主地位。但從史料考證來看，此說難以成立。鑒於當時毛利氏係採將備中國之統治委由三村氏代理的間接支配體制，若宗治未經三村氏之同意而自行臣屬毛利氏，未必能獲其承認。更何況即便查閱當時備中方面的史料，也未能發現足以佐證此說的確鑿證據。
無論如何，宗治歸順毛利氏後，即成為小早川隆景之部屬，並隨軍參與毛利氏平定中國地方的各項戰事。宗治忠誠勤勉、表現優異，深得隆景及毛利氏一門重臣們的信賴與器重:2。

### 備中高松城之戰
天正五年（1577年）十月，織田信長任命其家臣羽柴秀吉為總大將展開對中國地方的侵攻（中國征伐）。
天正七年（1579年）六月前後，在獲得獲得信長對備前與美作領地所有權的承諾後，原先依附於毛利氏的宇喜多直家，轉而與信長結盟。
由於宇喜多氏所領有的備前岡山以西，即為毛利氏的勢力範圍，因此織田軍與毛利軍遂於備前與備中國的交界地帶展開攻防戰。為因應即將到來的戰事，毛利氏在國境周邊設置防禦體系，以被稱為「境目七城」（又名「備中七城」）的諸城堡作為防線，布下堅固防禦，準備迎戰織田軍的進攻。
天正十年（1582年）四月，秀吉率軍包圍境目七城中的主力據點—備中高松城。面對來勢洶洶的織田軍，宗治毫不畏懼並堅守城池，與之展開激烈抗戰（備中高松城之戰）。
其時，秀吉曾提出條件，表示只要宗治願意投降，即可獲得備中與備後兩國作為封地。然而，宗治不僅斷然拒絕，甚至將信長親筆誓約書原封不動送交給主君毛利輝元 ，以此表明自己對毛利家的忠誠之心 。
同年五月，秀吉部將黑田孝高策劃水攻，導水圍城。面對織田軍的水攻策略，高松城中士兵士氣逐漸低落，加之補給線遭到切斷，糧食漸趨匱乏，情勢不容樂觀。幸而毛利輝元在接獲急報後，旋即親率吉川元春與小早川隆景前來救援，戰局也隨之陷入膠著狀態。
秀吉一方面持續包圍高松城，準備與輝元決戰，另一方面也開始與毛利氏展開和議談判。毛利方派遣僧侶安國寺惠瓊前往黑田孝高處，提出「割讓五國（備中、備後、美作、伯耆、出雲）以及保全城中將士性命」為條件的講和方案。只是，秀吉拒絕此一提案，反而要求「五國割讓與城主宗治自裁切腹」作為議和的條件，致使談判一度破裂:3-4。
於是，毛利方面轉而告知宗治，已無法派兵救援，勸其應向秀吉投降。但該建議遭到宗治的堅持拒絕，並表示「願以自身與城共存亡」。毛利方再度遣安國寺惠瓊進城勸說，宗治則以「若能保毛利家及城中將士之命，我一命何足惜」作答。隨後，宗治與兄長清水宗知、弟弟難波宗忠以及小早川氏援將末近信賀聯名請願，自願以四人首級換取城兵全數赦免，並將該請願書託付予惠瓊攜出轉交羽柴方:4。
就在這時（六月三日夜間），秀吉一方逮捕了一名明智光秀派往毛利方的使者，同時從他身上搜出一封密書，內容是前一日信長已在京都本能寺遭弒的消息（本能寺之變）:4。
秀吉立即與黑田孝高等幕僚協議，決定儘速與毛利方講和，並立刻上洛討伐光秀。同時，為避免毛利方得知信長已死、自己失去後盾，秀吉對外封鎖了消息:4。
天正十年（1582年）六月三日深夜至翌日四日的會談中，秀吉召見安國寺惠瓊，重新提出講和條件。秀吉在原先要求割讓備中、備後、美作、伯耆、出雲等五國的基礎上作出讓步，將割讓範圍限定於高梁川（當時稱河邊川）與八幡川以東的領地，即備中、美作、伯耆三國，但仍要求宗治切腹:4。
作為講和條件的一部分，秀吉方面也交出了森重政與森高政兄弟作為人質（兩人日後皆改姓毛利）送往毛利方。
據推測，毛利氏在四月底已喪失制海權，無法對準備進行持久戰的織田軍發動決定性的攻勢，又因補給困難，無法支撐長期作戰，因此不得不選擇講和。
最終，宗治在不知信長已死的情況下，於四日上午與其兄宗知、其弟宗忠、援將末近信賀一同在水上的小舟之中切腹自盡，享年46歲:4。其辭世之句為：
「浮世をば　今こそ渡れ　武士（もののふ）の　名を高松の　苔に残して」（今正是告別浮世之時，願吾武士之名，長留高松苔上）
檢視官堀尾茂助奉命攜回宗治之首級，秀吉見之，深為宗治之忠義所感，稱其乃「古今武士之楷模」:4。
宗治之墓所在今山口縣光市的清鏡寺。
大正十三年（1924年）二月十一日，宮內省追贈其官位為「從四位」。

## 逝世後
宗治死後，其子清水景治先後侍於小早川隆景及毛利輝元，成為毛利家寄組家臣，並遷居周防國，其後裔長期居住於山口縣光市。幕末時代，宗治第12代子孫清水親知亦切腹自盡，為紀念宗治及親知，當地於正義靈社供奉其靈，每年六、七月舉行祭禮。

## 登場作品
小說
- 武士之宴（光文社、野中信二著）
- 武士的夙願：珍惜名譽（吉備人出版、三宅作藏著）
- 湖上之城（Aimaku出版、袖岡徹著）

影視劇
- 天兵童子（1941年、日活、演：大國一公（日语：大国一公））
- 天兵童子（日语：天兵童子 第一篇 波濤の若武者）（1955年、東映、演：岡讓司（日语：岡譲司））
- 天兵童子（1959年、KTV、演：北村和夫）
- 太閤記（日语：太閤記 (NHK大河ドラマ)）（1965年、NHK大河劇、演：田崎潤）
- 國盜物語（日语：国盗り物語 (NHK大河ドラマ)）（1973年、NHK大河劇、演員：伊達正三郎（日语：伊達正三郎））
- 新書太閤記（日语：新書太閤記#新書太閤記（NETテレビ））（1973年、NET、演：大友柳太朗）
- 黃金的日子（日语：黄金の日日）（1978年、NHK大河劇、演：寶生閑（日语：宝生閑））
- 太閤記（日语：太閤記 (1987年のテレビドラマ)）（1987年、TBS、演：竹脇無我）
- 獲取天下的男人 豐臣秀吉（日语：天下を獲った男 豊臣秀吉）（1993年、TBS、演：橋爪淳）
- 豐臣秀吉 獲取天下！（日语：豊臣秀吉 天下を獲る!）（1995年、演：及川以造）
- 秀吉（1996年、NHK大河劇、演：真田五郎）
- 功名十字路（2006年、NHK大河劇、演：木下浩之）
- 戰國疾風傳 二人軍師（日语：戦国疾風伝 二人の軍師 秀吉に天下を獲らせた男たち）（2011年、演：中村雅俊）
- 軍師官兵衛（2014年、NHK大河劇、演：宇梶剛士）
- 處世質實剛健（2017年、Mable、演：曾田邦之）

## 出處
1. ↑  田村哲夫編修（1980）P.138
2. ↑  岡山県古代吉備文化財センター（2022） （页面存档备份，存于）P.7
3. ↑  岡山県古代吉備文化財センター（2022）P.7
4. ↑  岡山県古代吉備文化財センター（2022）P.7
5. 1 2 3 4 5 6 7 8  川村一彥. . 』歷史研究會. 2020.
6. ↑  柴裕之（2020）P.44
7. ↑  光成準治（2016）P.140
8. ↑  朝日新聞社編（1994）
9. ↑  小和田哲男（2006）P.42
10. ↑  光成準治（2008）
11. ↑  贈位諸賢伝
12. ↑  岩田礼（1980）P.27

## 外部連結
- 清水宗治Web （页面存档备份，存于）